# جيم هاريس (رسام توضيحي ومؤلف)
جيم هاريس (بالإنجليزية: Jim Harris)‏ هو كاتب أمريكي، ولد في 1955.

## وصلات خارجية
- الموقع الرسمي